# بورصة الماس الإسرائيلية

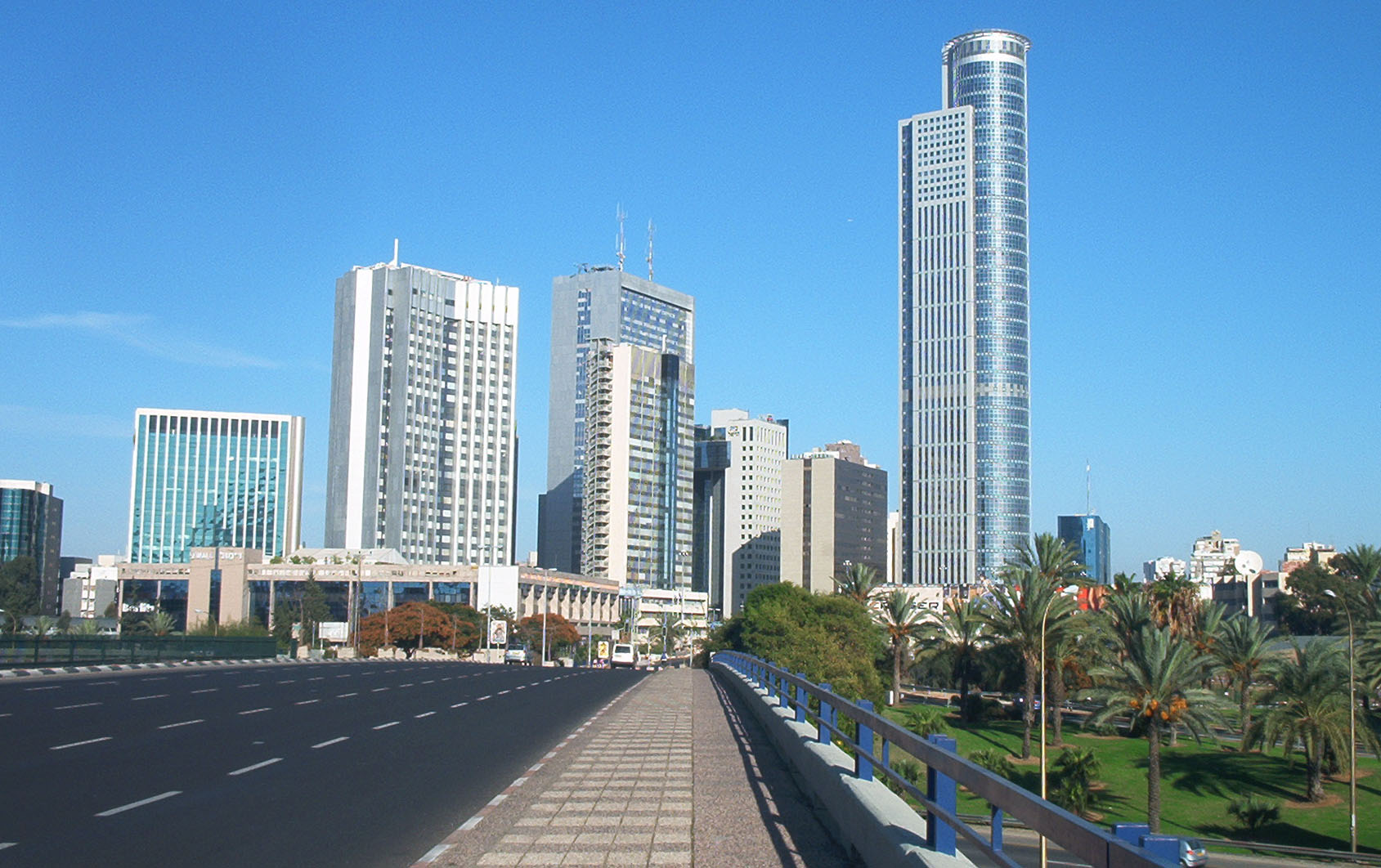

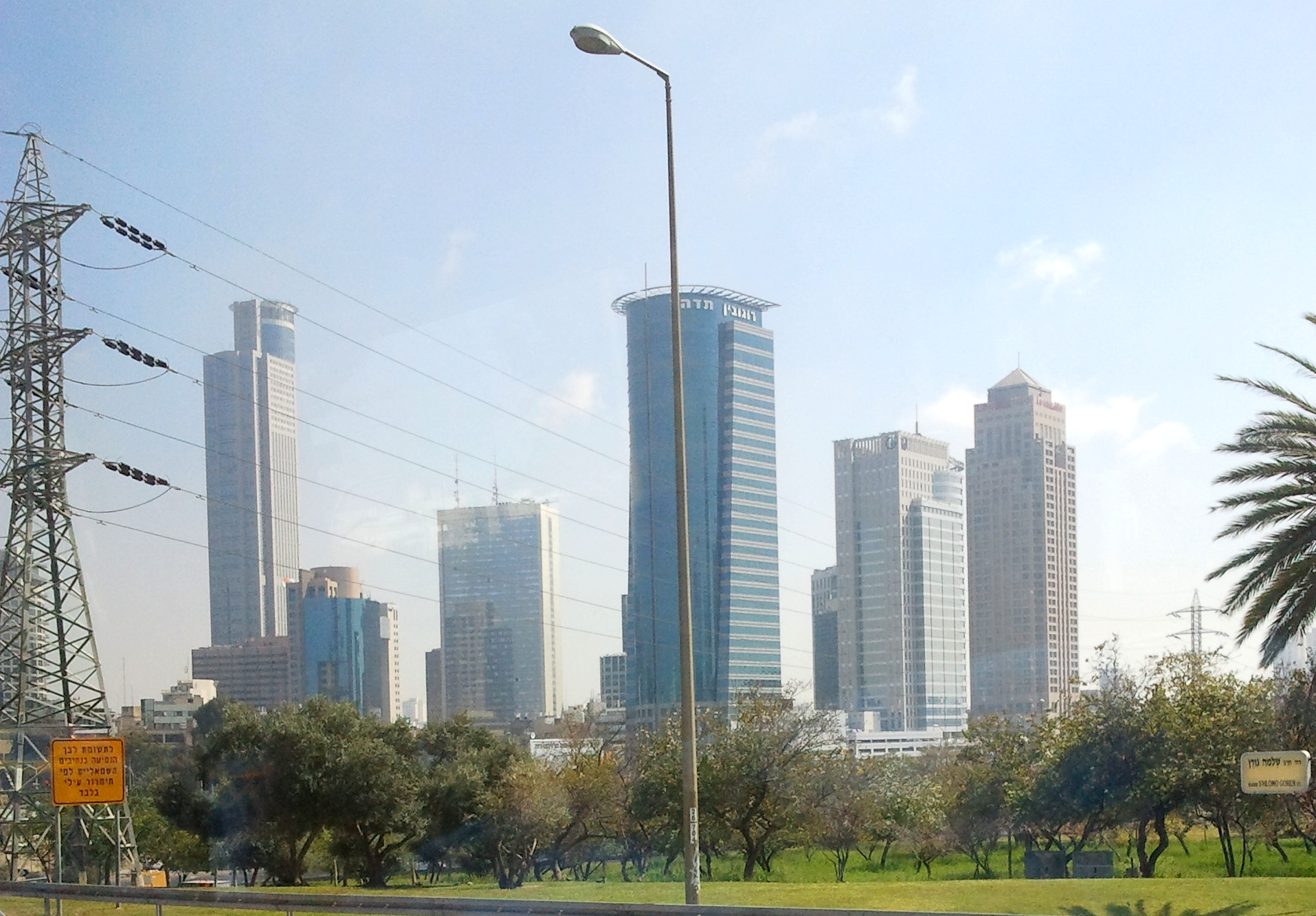
حي بورصة الماس، مارس 2012

بورصة الماس هي منطقة في مدينة رامات غان الإسرائيلية. تقع قرب طريق أيالون السريع، الواصل بين رامات غان وتل أبيب. هذه المنطقة هي مكان صناعة الماس في إسرائيل فضلا عن كونها مركزاً تجارياً كبيراً.
تحتوي بورصة الماس نفسها على أربعة مبان متصلة بواسطة جسور، وبرج مكابي، شمشون برج، برج نعوم، وبرج الماس الذي يحوي أكبر مركز تجاري للماس على مستوى العالم. أيضا يقع في المنطقة عدد من المباني الأخرى ذات الأهمية مثل برج موشيه وهو أعلى مبنى في إسرائيل بارتفاع 244 متر. هناك أيضا برج قيد الإنشاء، ليكون مساوياً أو أعلى في الارتفاع. مدينة برج شيراتون هو فندق في حي، من المباني الأخرى البارزة برج أيالون وGibor بيت الرياضة.
إسرائيل هي مركز عالمي لتجارة الألماس، حيث بلغت صادرات الألماس من إسرائيل ذروتها عند 7 مليارات دولار في عام 2007، وفي عام 2019 بلغت 4.5 مليار دولار.